# 索利斯冰川

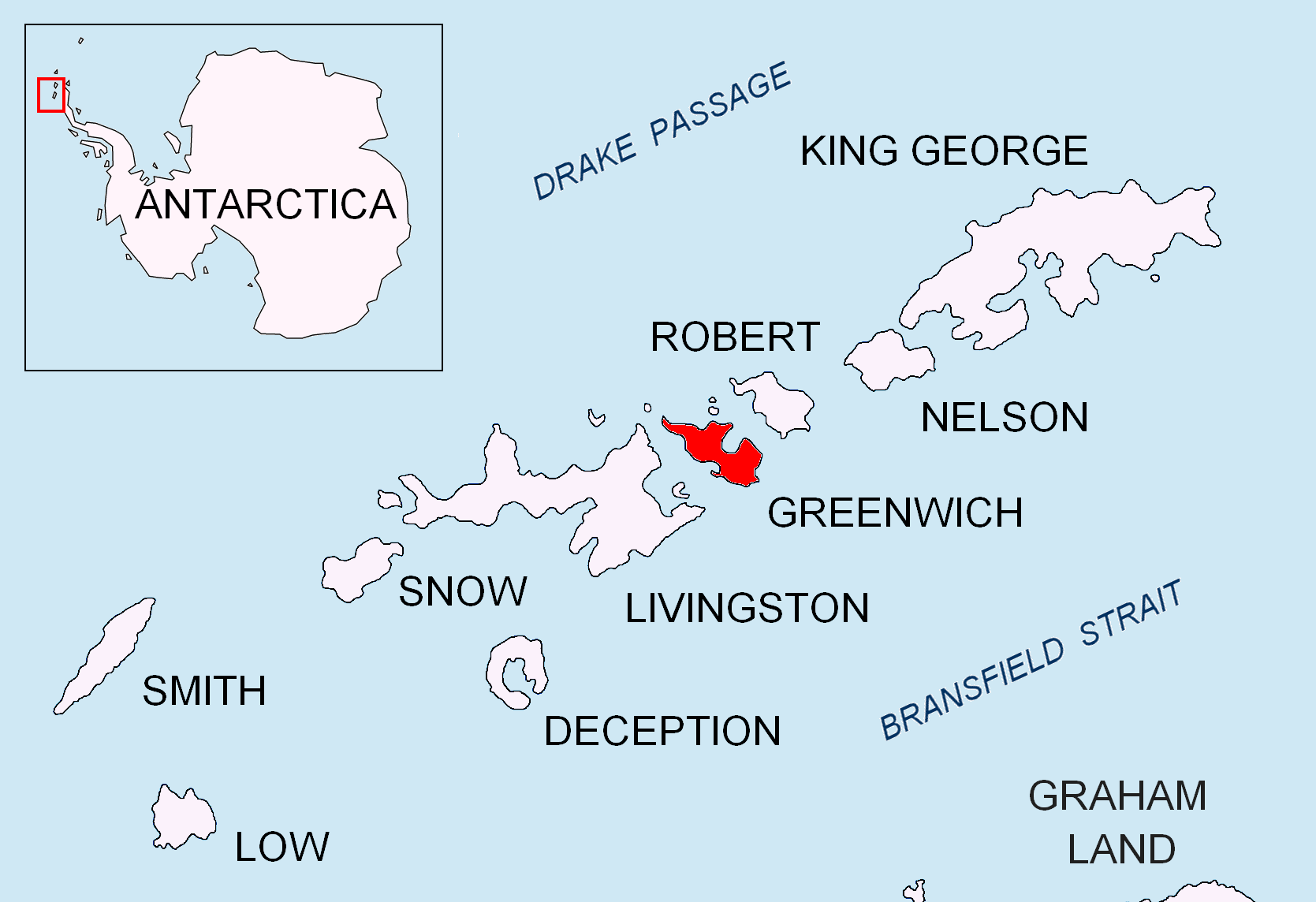

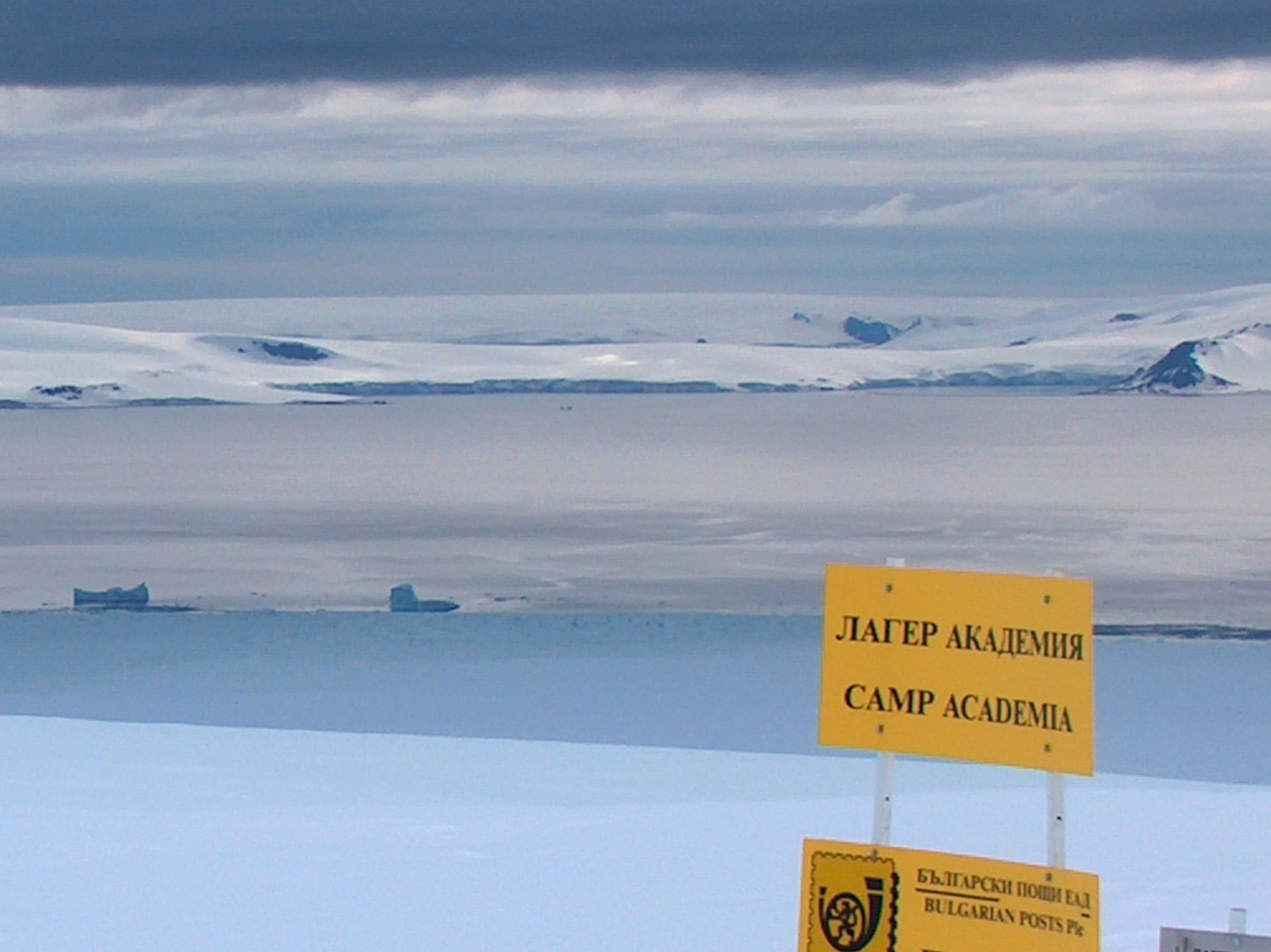

索利斯冰川是南極洲的冰川，位於南設得蘭群島的格林尼治島，長2.8公里、寬1.8公里，最終注入揚基港，以智利探險隊的成員命名。

## 外部連結
- SCAR Composite Antarctic Gazetteer（页面存档备份，存于）.

62°31′30″S 59°43′24″W / 62.52500°S 59.72333°W